# Toyota Caldina
Toyota Caldina — пятидверная версия седана Toyota Corona и более позднего Toyota Avensis. За всю историю производства модель выпускалась только в кузове универсал.

## Первое поколение

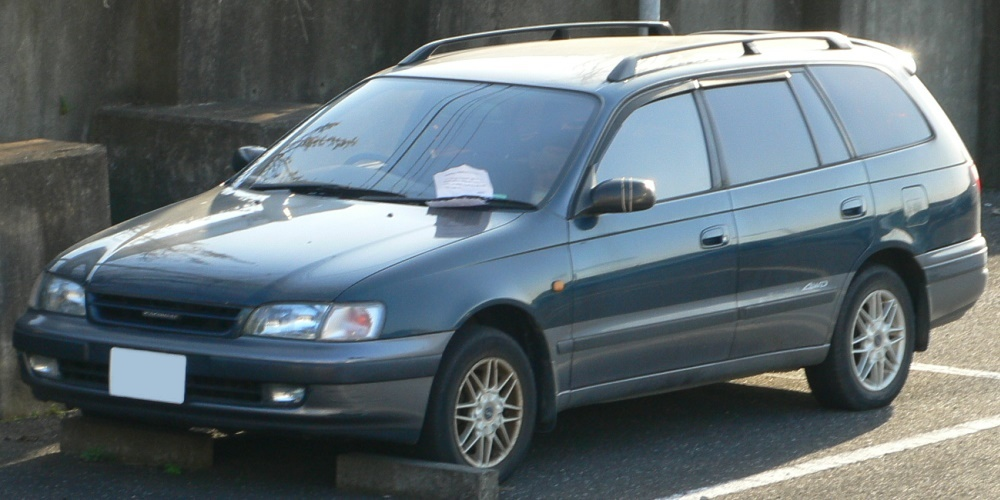
1992 Toyota Caldina

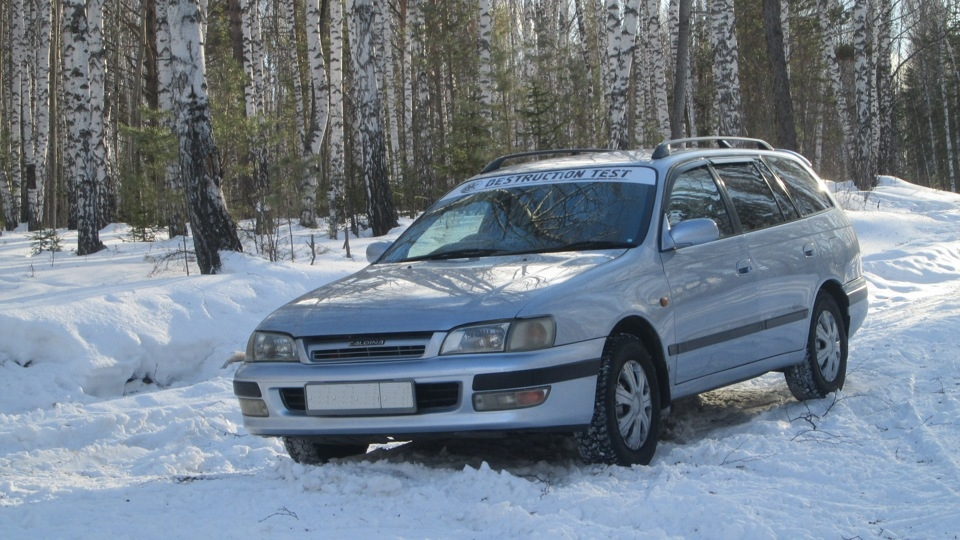
Рестайлинг Toyota Caldina 1995

Первое поколение (платформа T19х) Caldina — пятидверный пассажирский и грузопассажирский универсал (грузоподъемностью 400—500 кг), созданный на базе четырехдверного седана Toyota Corona. Пассажирская версия имеет в задней подвеске амортизаторные стойки, а коммерческая грузовая — рессоры. Caldina официально никогда не экспортировалась за пределы Японии, но в Европе у неё есть близнец — универсал Toyota Carina E. Пассажирский универсал выпускался с ноября 1992 года по сентябрь 1997, в 1995 году проводился рестайлинг модели, коммерческий вариант с ноября 1992 года по июль 2002. Основные изменения затронули крышку багажника, бампера и панель.

### Двигатели
- 1.5 л 5E-FE 97 л.с., только 2WD. (Toyota Caldina Van)
- 1.5 л 5E-FE 99 л.с. (устанавливался на грузопассажирские варианты), только 2WD.
- 1.8 л 7A-FE 115 л.с., только 2WD.
- 1.8 л 4S-FE 125 л.с., только 2WD.
- 2.0 л 3S-FE 140 л.с. (для машин с 4WD — 135 л.с.)
- 2.0 л 3S-GE 175 л.с. (для машин с АКПП — 165 л.с.), только 4WD.
- 2.0 л 2C 73 л.с., дизельный двигатель, 2WD, 4WD, как механика так и автомат.
- 2.0 л 2C-T 88 л.с., дизельный двигатель с наддувом, 2WD, 4WD, как механика так и автомат.
- 2.2 л 3C-E 79 л.с дизельный двигатель, электронный ТНВД
- 2.2 л 3C-ТЕ 94 л.с дизельный двигатель с наддувом, только 4WD, 4-ступенчатая АКПП

Братья-близнецы данного автомобиля:
Toyota Carina E Estate '1996-97
Toyota Carina E Wagon '1996-97

## Второе поколение

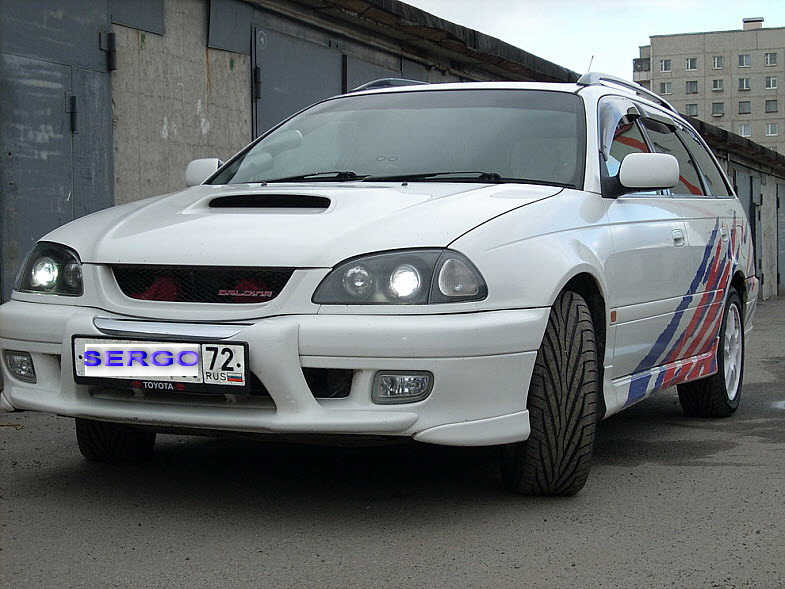
1997—1999 Toyota Caldina GT-T

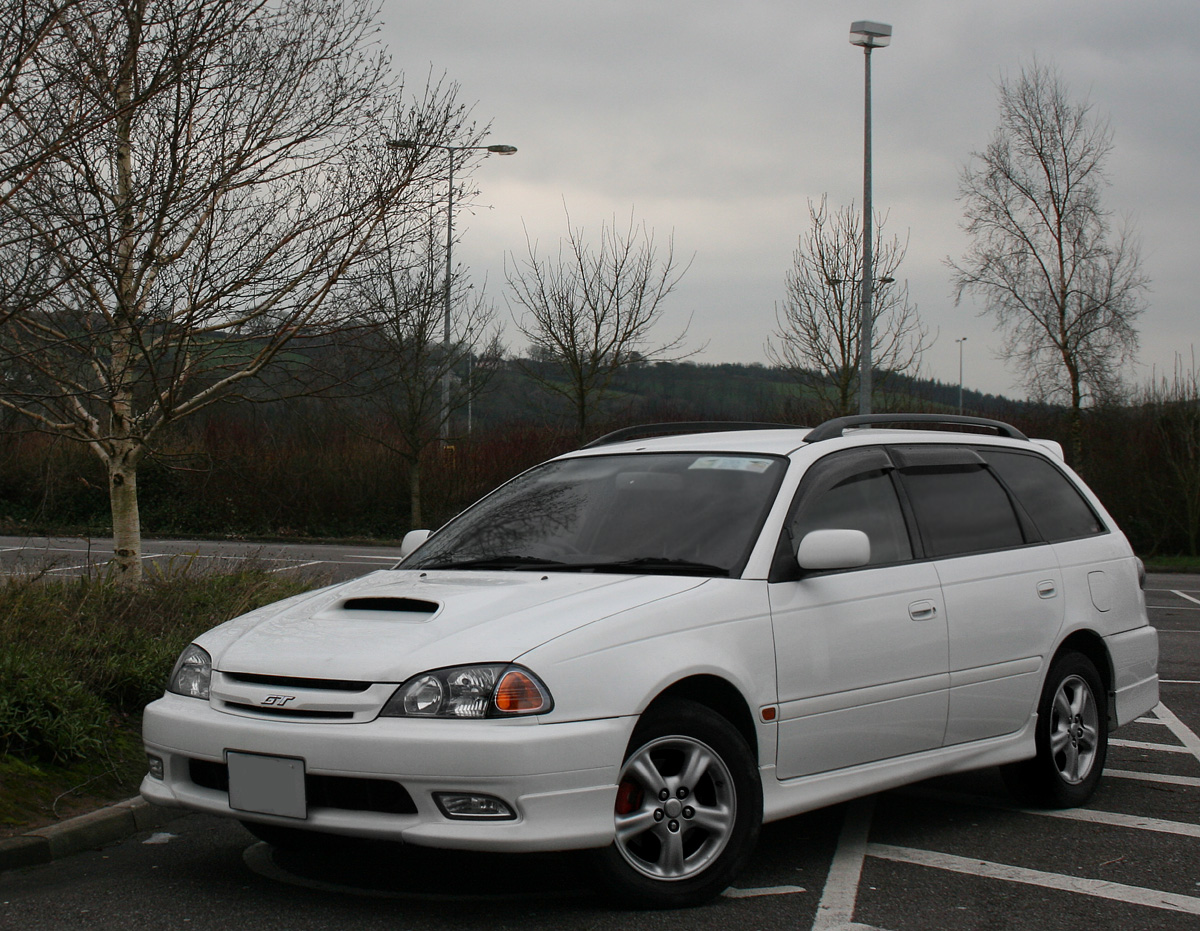
1999—2002 Рестайлинг Toyota Caldina GT-T

Второе поколение Т21х имеет ту же платформу, что и Т19х. Серьёзным, кардинальным изменениям подвергся внешний и внутренний облик. Полноприводная трансмиссия получила новую компоновку — автоматически подключаемый полный привод V-Flex.
Классическая полноприводная трансмиссия Full Time 4WD осталась только в топовой комплектации в паре с двигателем 3S-GTE.В случае компоновки с механической КПП машина имеет самоблокирующийся дифференциал Torsen в заднем редукторе в дополнение к блокировке межосевого дифференциала.
Топовая комплектация GT-T оснащена 260-сильным турбомотором 3S-GTE. Двигатель gen4 (DIS4 -раздельные катушки на каждый цилиндр). Механическая трансмиссия E150F практически идентична с Celica GT-Four, за исключением 3 и 4 передачи. У GT-T они короче, что значительно радует при езде по городу. Для непритязательных есть версия с автоматом U140F.
Как и у предыдущего поколения, имеются модификации с бензиновыми 1.8 (7A-FE), 2.0 (3S-FE и 3S-GE) и 2.2 дизельным (3C-TE) двигателем. Трансмиссии автоматические и механические. Привод — передний и полный. В 2000 году проводился рестайлинг модели. Двигатели остались прежние (за небольшим исключением), но прошли модернизацию. За пределами Японии получила новое имя — Toyota Avensis.

### Двигатели
- 1.8 л 7A-FE 115 л.с., только 2WD.
- 2.0 л 3S-FE 140 л.с. (для машин с 4WD — 135 л.с.)
- 2.0 л 3S-GE 190 л.с.
- 2.0 л 3S-GTE 260 л.с. Бензиновый двигатель с наддувом, только 4WD 5мкпп/4акп.
- 2.2 л 3C-ТЕ 94 л.с. Дизельный двигатель с наддувом, только 4WD, 4-ступенчатая АКПП.

## Третье поколение

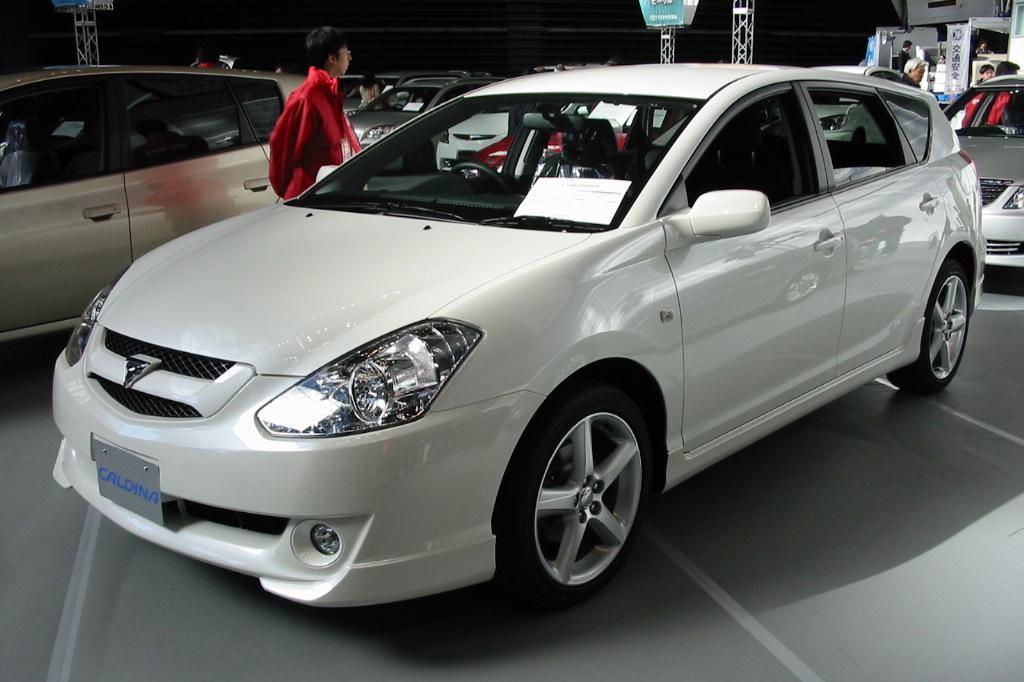
2002-2005 Toyota Caldina

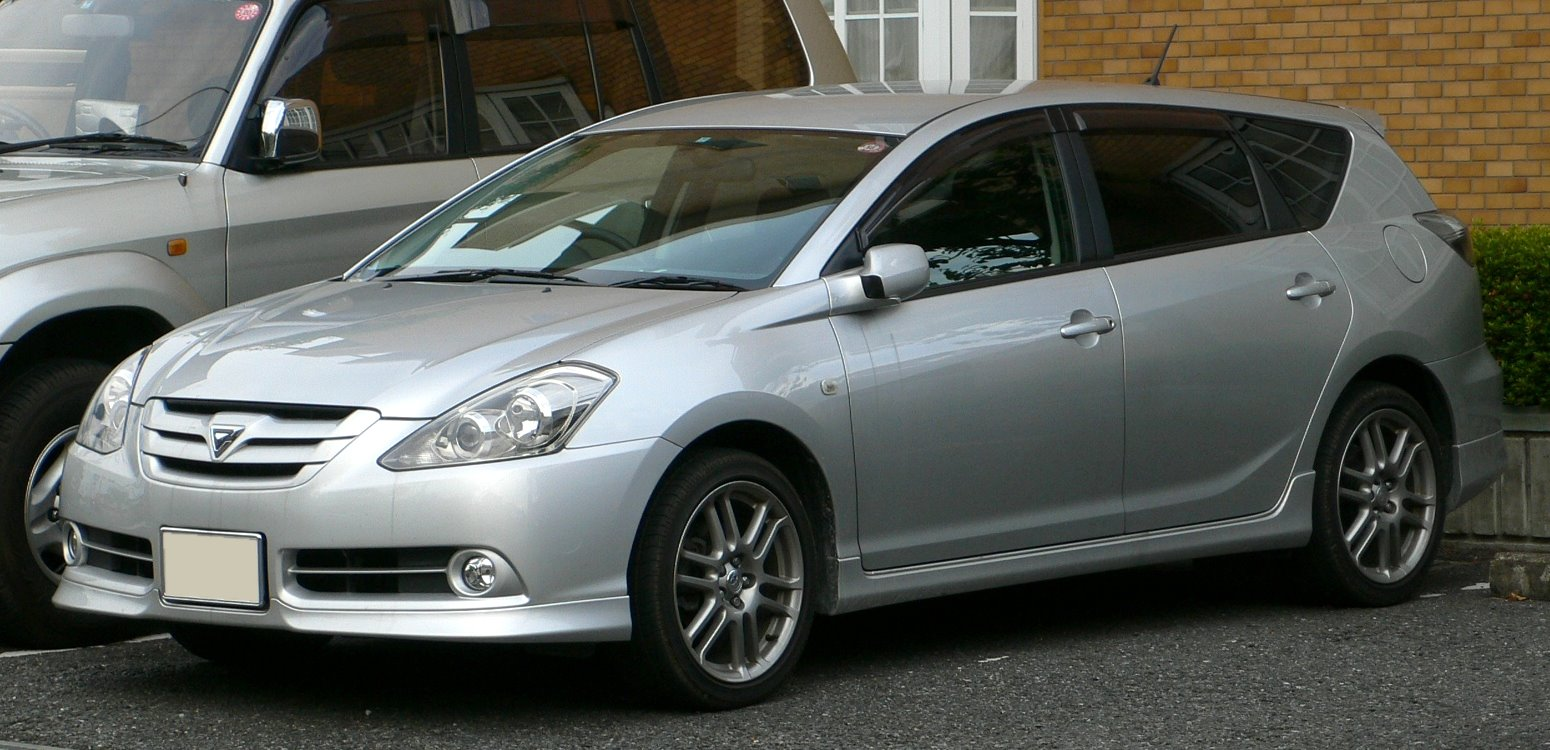
2005-2007 Последний выпуск Toyota Caldina, рестайлинг

Новая Caldina, представленная в сентябре 2002 моделью кузова Т24х, имеет более спортивную внешность и уникальный кузов. Во многом конструктивно она схожа с платформой, что и Toyota Allion и Toyota Premio, но задняя подвеска позаимствована у старшего брата — Toyota Avensis (кузов Т25х).
в 2005 г. был произведен рестайлинг модели. Изменения коснулись юбки переднего бампера, самого бампера и решетки радиатора. Фары теперь стали с «ксеноновыми» лампами и автоматическим регулированием уровня. Также изменения коснулись задней части. Были изменены задние фары. Они стали прозрачными, и в них перенесли лампы заднего хода. Также изменились колесные диски. Из гаммы окраски кузовов были убраны некоторые цвета.
Изменились цвета обивки сидений. Подсветка приборной панели — оптитрон. Небольшие изменения коснулись центральной панели из-за использования нового мультимедийного устройства, компоновка которого стала только 2DIN. Освободилась небольшая ниша под блоком управления климатом.
Эта модель оснащается новой линейкой двигателей Toyota: 1.8 1ZZ-FE с системой VVTi и 2.0 1AZ-FSE с системой VVTi и непосредственным впрыском D4. Сохранилась модификация с двухлитровым турбомотором 3S-GTE.
Дизельная версия исчезла из модельного ряда. Также Caldina перестали оснащать механическими коробками передач. Бывают только с 4-ступенчатой АКПП (в отличие от Toyota Allion и Toyota Premio вариатор в паре с двигателем 1AZ-FSE не применяется). Привод передний (1ZZ-FE и 1AZ-FSE), подключаемый полный (1AZ-FSE) либо полный привод (только в паре с 3S-GTE). 

### Двигатели
- 1.8 л 1ZZ-FE 132 л.с., только 2WD.
- 2.0 л 1AZ-FSE D-4 152 л.с. (150 л.с. для 4WD D-4)
- 2.0 л 1AZ-FSE D-4 155 л.с. (с января 2005 года рестайлинговые модели для любого типа привода).
- 2.0 л 3S-GTE 260 л.с., только 4WD.

В 2005 году был проведён рестайлинг. В 2007 году компания Toyota завершили выпуск этой модели, оставив на внутреннем рынке Японии только универсал Avensis Т250.